# Guigues I o Cartuxo

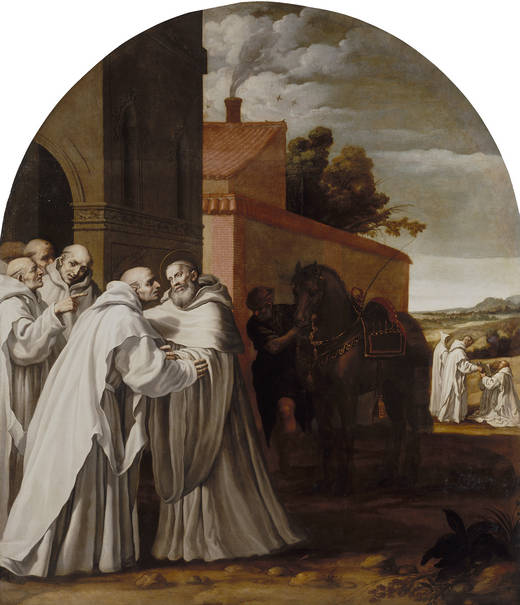

Guigues I O Cartuxo (1083, Valence † 7 de julho de 1136, Saint-Pierre-de-Chartreuse) é o quinto prior da Grande Chartreuse, e legislador da ordem dos Cartuxos. Porque Bruno, que criou a ordem, não deixou nada escrito, Guigues escreveu em 1128 a Consuetudines Cartusiae.
Depois dos estudos religiosos, é padre na catedral de Grenoble e entra na Grande Chartreuse em 1106 onde é nomeado prior com 26 anos de idade. 
Guigues nunca foi beatificado e não é objecto de nenhum culto litúrgico na ordem dos Cartuxos.

## Escritos
- Méditations, pensamentos íntimos durante os primeiros anos do seu priorado
- Consuetudines Cartusiae [1], escrito entre 1121 e 1128, para responder aos pedidos dos primeiros fundadores cartusianoes, e onde se encontram reunidas as regulamentação e costumes da Grande Chartreuse.